# Moment (Stochastik)
Momente von Zufallsvariablen sind Parameter der deskriptiven Statistik und spielen eine Rolle in der Stochastik. Die Begriffe Erwartungswert, Varianz, Schiefe und Wölbung zur Beschreibung einer Zufallsvariablen hängen eng mit deren Momenten zusammen. 
Die Bestimmung einer Verteilung mit vorgegebenen Momenten wird als das Momentenproblem bezeichnet, welches auch in der technischen Mechanik eine große Rolle spielt. 
Es gibt Verteilungen, deren Momente nur bis zu einer bestimmten Ordnung existieren. Dazu gehört z. B. die t-Verteilung, deren Momente nur für Ordnungen existieren, die kleiner als die Anzahl der Freiheitsgrade sind. Im Spezialfall der Cauchy-Verteilung existiert also nicht einmal das erste Moment (der Erwartungswert), das ist auch bei der Lévy-Verteilung der Fall.

## Definition
Es sei {\displaystyle X} eine Zufallsvariable und {\displaystyle k} eine natürliche Zahl. Dann bezeichnet man als Moment der Ordnung {\displaystyle k} von {\displaystyle X} oder kürzer als {\displaystyle k}-tes Moment von {\displaystyle X} den Erwartungswert der {\displaystyle k}‑ten Potenz von {\displaystyle X} (unter der Voraussetzung, dass dieser existiert):
{\displaystyle m_{k}:=\operatorname {E} \left(X^{k}\right),}
und als {\displaystyle k}-tes absolutes Moment von {\displaystyle X} wird der Erwartungswert der {\displaystyle k}-ten Potenz des Absolutbetrages {\displaystyle |X|} von {\displaystyle X} bezeichnet:
{\displaystyle M_{k}:=\operatorname {E} \left(\left|X\right|^{k}\right).}
In theoretischen Untersuchungen werden mitunter auch Momente nichtganzzahliger Ordnung {\displaystyle \kappa } betrachtet.
Die Existenz von Momenten einer bestimmten Ordnung liefert allgemein Aussagen über die Verteilung der Wahrscheinlichkeitsmasse.
Das erste Moment ist der Erwartungswert. Er wird meist mit {\displaystyle \mu } bezeichnet und kann als Mittelwert angesehen werden.

## Darstellung für reelle Zufallsvariable
Ist {\displaystyle X} eine auf einem Wahrscheinlichkeitsraum {\displaystyle (\Omega ,\Sigma ,P)} definierte reelle Zufallsvariable mit der Verteilungsfunktion {\displaystyle F_{X}(x)=P(X\leq x)}, dann folgt aus der Definition des Erwartungswertes als Stieltjesintegral
{\displaystyle m_{k}=\int \limits _{-\infty }^{\infty }x^{k}\,\mathrm {d} F_{X}(x)}.
Ist {\displaystyle X} eine stetige Zufallsvariable mit der Dichtefunktion {\displaystyle f_{X}}, dann gilt:
{\displaystyle m_{k}=\int \limits _{-\infty }^{\infty }x^{k}f_{X}(x)\,\mathrm {d} x},
und für eine diskrete Zufallsvariable mit den Werten {\displaystyle x_{i}} und den zugehörigen Wahrscheinlichkeiten {\displaystyle p_{i}=P(X=x_{i})} ist
{\displaystyle m_{k}=\sum _{i=1}^{\infty }x_{i}^{k}\cdot p_{i}}.
Mit Hilfe des Lebesgue-Integrals bezüglich des Wahrscheinlichkeitsmaßes {\displaystyle P} lassen sich diese Fälle einheitlich schreiben als
{\displaystyle m_{k}=\int _{\Omega }X^{k}\,\mathrm {d} P}.

## Zentrale Momente
Neben den oben definierten Momenten werden die zentralen Momente definiert, bei denen die Verteilung der Wahrscheinlichkeitsmasse um den Erwartungswert {\displaystyle \mu =\operatorname {E} (X)} der Zufallsvariablen {\displaystyle X} betrachtet wird:
{\displaystyle \mu _{k}:=\operatorname {E} \left(\left(X-\mu \right)^{k}\right)}
und
{\displaystyle {\bar {\mu }}_{k}:=\operatorname {E} \left(\left|X-\mu \right|^{k}\right).}
Sie heißen zentrale Momente, da sie am Erwartungswert {\displaystyle \mu } zentriert sind. Aus der Definition folgt unmittelbar, dass das erste zentrale Moment immer 0 ist:
{\displaystyle \mu _{1}=\operatorname {E} \left(X-\mu \right)=\operatorname {E} \left(X\right)-\mu =0.}
Das erste zentrale absolute Moment ist die mittlere absolute Abweichung:
{\displaystyle {\bar {\mu }}_{1}:=\operatorname {E} \left(\left|X-\mu \right|\right).}
Das zweite zentrale Moment ist die Varianz:
{\displaystyle \mu _{2}=\operatorname {E} \left(\left(X-\mu \right)^{2}\right).}
Das dritte zentrale Moment
{\displaystyle \mu _{3}=\operatorname {E} \left(\left(X-\mu \right)^{3}\right)}
ergibt nach Normierung mit der Standardabweichung die Schiefe (engl. skewness)  (auch 3. normiertes/standardisiertes Moment genannt):
{\displaystyle \mu _{3}=\operatorname {E} \left(\left({\frac {X-\mu }{\sigma }}\right)^{3}\right).}
Das vierte zentrale Moment
{\displaystyle \mu _{4}=\operatorname {E} \left(\left({X-\mu }\right)^{4}\right).}
ergibt nach Normierung mit der Standardabweichung die Wölbung (auch 4. normiertes/standardisiertes Moment genannt):
{\displaystyle \mu _{4}=\operatorname {E} \left(\left({\frac {X-\mu }{\sigma }}\right)^{4}\right).}
Schiefe und Wölbung werden zusammen als höhere Momente bezeichnet. Die Wölbung wird oft als Maß der Abweichung von der Normalverteilung benutzt, die Schiefe ist ein Maß der Abweichung von einer symmetrischen Verteilung.

## Momente, charakteristische Funktion und Kumulanten
Durch mehrfaches Ableiten der Formel für die charakteristische Funktion erhält man eine Darstellung der gewöhnlichen Momente durch die charakteristische Funktion als
{\displaystyle \operatorname {E} (X^{k})={\frac {\varphi _{X}^{(k)}(0)}{i^{k}}}\quad (k=1,2,\dots )}
Das {\displaystyle k}-te Moment kann auch mit der momenterzeugenden Funktion ermittelt werden. Außerdem ist es möglich, das {\displaystyle k}-te Moment als Polynom {\displaystyle k}-ten Grades durch die ersten {\displaystyle k} Kumulanten {\displaystyle \kappa _{1},\dots ,\kappa _{k}} darzustellen. Dieses Polynom ist dann genau das {\displaystyle k}-te vollständige Bell-Polynom {\displaystyle B_{k}}:
{\displaystyle m_{k}=B_{k}(\kappa _{1},\dots ,\kappa _{k})}.

## Markow-Ungleichung
Die Bedeutung der Momente wird durch folgenden Satz deutlich:
Wenn das {\displaystyle k}-te absolute Moment {\displaystyle M_{k}} der Zufallsvariablen {\displaystyle X} existiert, dann gilt
{\displaystyle P(|X|\geq x)\leq {\frac {M_{k}}{x^{k}}}}.
Das ist die Markow-Ungleichung, die eine Aussage über die Wahrscheinlichkeit betragsmäßig großer Werte von {\displaystyle X} liefert. Im Spezialfall {\displaystyle k=2} folgt daraus mit der Varianz {\displaystyle \sigma ^{2}} von {\displaystyle X} die bekannte Tschebyscheffsche Ungleichung
{\displaystyle P(|X-\operatorname {E} (X)|\geq x)\leq {\frac {\sigma ^{2}}{x^{2}}}},
die eine Aussage über die Wahrscheinlichkeit großer Abweichungen der Zufallsvariablen {\displaystyle X} von ihrem Erwartungswert macht.

## Verbundmomente
Der Momentenbegriff lässt sich auch auf mehrere Zufallsvariablen erweitern. Im Falle zweier Zufallsvariablen {\displaystyle X} und {\displaystyle Y} sind die gemeinsamen Momente (engl. joint moments) von {\displaystyle X} und {\displaystyle Y}
{\displaystyle m_{k\ell }=\operatorname {E} \left(X^{k}Y^{\ell }\right)}.
Analog werden die zentralen gemeinsamen Momente von {\displaystyle X} und {\displaystyle Y} als
{\displaystyle \mu _{k\ell }=\operatorname {E} \left((X-\operatorname {E} (X))^{k}(Y-\operatorname {E} (Y))^{\ell }\right)}
definiert.
Insbesondere ist {\displaystyle \mu _{11}}  die Kovarianz von {\displaystyle X} und {\displaystyle Y}.
Im Fall einer gemeinsamen Dichte {\displaystyle f_{XY}} gilt 
{\displaystyle m_{k\ell }=\int _{-\infty }^{\infty }\int _{-\infty }^{\infty }x^{k}y^{\ell }f_{XY}(x,y)\,\mathrm {d} x\mathrm {d} y}.

## Berechnung
Ein Näherungsverfahren zur Berechnung von Momenten ist die First-order second-moment Methode.